# Andulo
Andulo – miasto-hrabstwo, port lotniczy w prowincji Bié, w środkowej Angoli. W 2014 roku hrabstwo liczyło 258 161 mieszkańców.
Do głównych zajęć w hrabstwie należy uprawa kukurydzy, pszenicy, ryżu, bulw, orzeszków ziemnych i kawy Arabica, oraz w mniejszych ilościach uprawia się sezam, fasolę, cytrusy, a także hoduje się zwierzęta gospodarskie.
W 1971 roku miejscowość nabyła prawa miejskie. 